# Vedrovo, Burgas
Vedrovo (în bulgară Ведрово) este un sat în comuna Sungurlare, regiunea Burgas,  Bulgaria. 

## Demografie
Componența etnică a satului Vedrovo
     Bulgari (100%)
     Nicio identificare (0%)
     Altele (0%)
La recensământul din 2011, populația satului Vedrovo era de 107 locuitori. Din punct de vedere etnic, toți locuitorii erau bulgari.